# Cẩm Sơn, Mỏ Cày Nam
Cẩm Sơn là một xã thuộc huyện Mỏ Cày Nam, tỉnh Bến Tre, Việt Nam.
Xã Cẩm Sơn có diện tích 23,68 km², dân số năm 1999 là 11.951 người, mật độ dân số đạt 505 người/km².